# 大型ハンマー

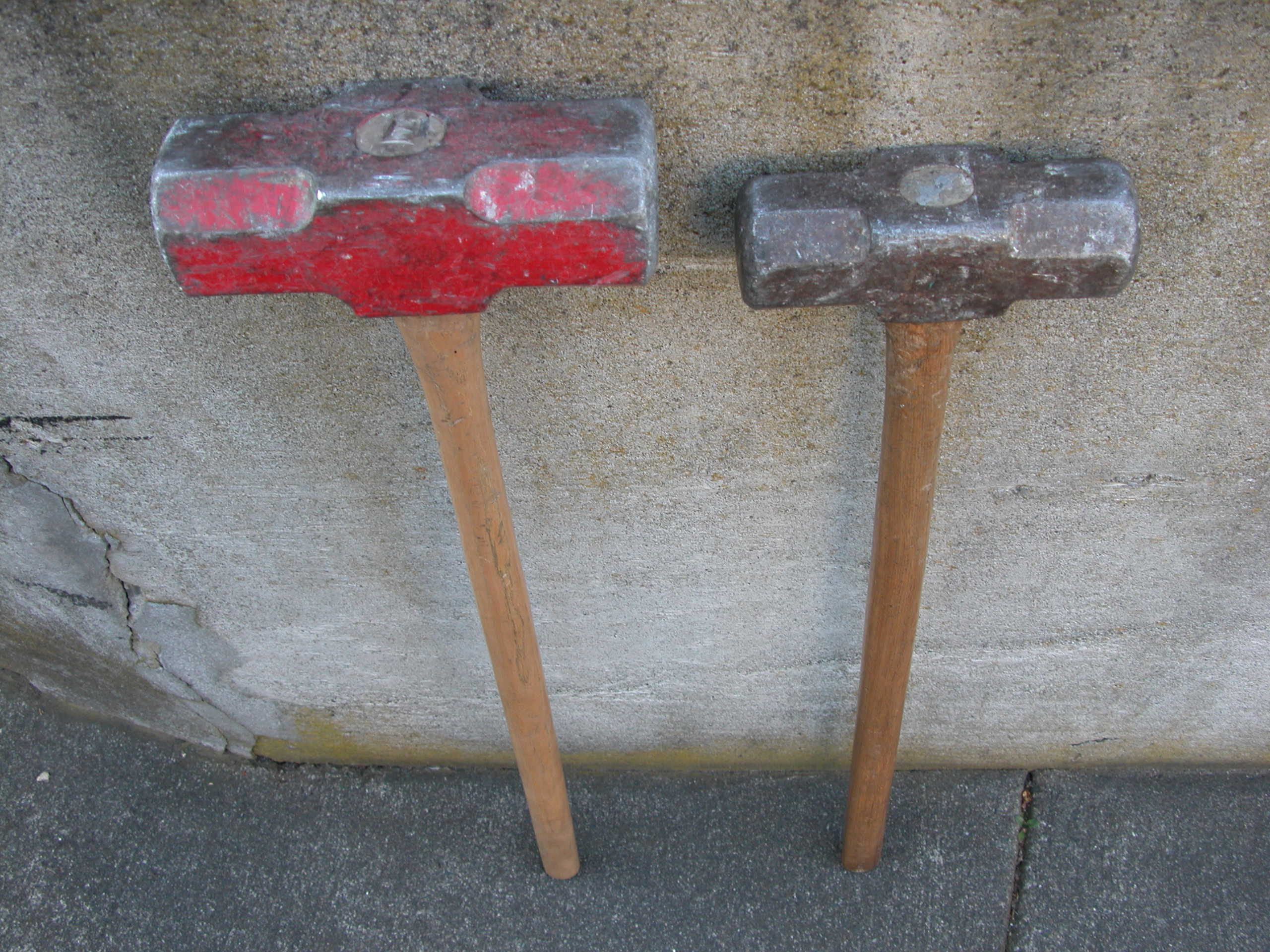
10 lb と20 lb の大型ハンマー

大型ハンマー（おおがたハンマー）とは、長い柄に、大きく平らな重い、主に金属塊（ハンマーヘッド）が取り付けられた槌（ハンマー）である。なお、英語では「Sledgehammer（スレッジハンマー）」と表記するのが一般的だが、まれに、「dynamic hammer（ダイナミックハンマー）」と呼ぶ場合もある。

## 概要
大型ハンマーの柄の長さは、先端の金属塊（ハンマーヘッド）の質量にかかわらず、50cm - 100cm程度である。ハンマーヘッドの質量は、通常1kg - 3kg程度だが、近頃の業務用の重い大型ハンマーであれば4.5kg - 9.1kgに達する場合もある。このような大型ハンマーの扱い方は、小さなハンマーの扱い方とは異なっている。大型ハンマーを扱うためには、通常両手持ちである必要があり、また、通常腕だけではなく、胴体をも伴った大きな動きが必要となる（対して、例えば小さなハンマーで釘を打つ時は、片手持ちで、目立つ動きは手首や腕の動きだけである）。
大型ハンマーは、小型のハンマーよりも重量があり、柄の長さが長いために、より強い力を打撃対象に加えることができる。さらに、扱う人の大きな動きが合わさることで、大型ハンマーによる打撃の結果加えられる力は、より強くなる。また、小型のハンマーは比較的狭い範囲に力を集中させて加えるのに対し、大型ハンマーは広範囲に力を加えることが特徴である。したがって、例えば小さな釘を打ち込む時のような作業に、大型ハンマーは基本的に向いていない。犬釘のような大きな釘を打ち込んだり、さらには、杭を地面に打ち込んだり、構造物を破壊したりといった用途に向く。

## 使用例
- 大型ハンマーは、しばしば人力による建造物の解体作業の時に、石膏ボードの壁やレンガの壁や土壁などを破壊するために使用される。他、コンクリートの破砕に使われることもある。
- 農場や油田などでは、引っかかってしまった物がどうしても取り除けない場合に、力ずくで取り除く時に、使うこともある。
- 地面に柵などの支柱を打ち込む時に使うこともある。なお、支柱が木製である場合、後述の大型木槌（大木槌）が用いられることもある。
- 鉄道の分野では、建設時や保線作業において、枕木にレールを固定するための犬釘を打ち込む時に、大型ハンマーを使うことがある。さらに、2つの鉄道が接続された時に行う記念式典に、特別な大型ハンマーが用意された例もある[注 1]。
- 鍛冶屋が、鉄を鍛造（自由鍛造）する時に使う。ただし、目的に合わせて使用するハンマーの大きさを選択するので、常に大型ハンマーを使うわけではない。
- 法執行機関などが建物へ討ち入りをする場合、ドアを打ち破るのに使うことがある（アメリカやヨーロッパの住宅に多い、内開きの扉にのみ有効）。1980年に起きた駐英イラン大使館占拠事件で、イギリス陸軍の特殊部隊が、突入経路を確保するためにも大型ハンマーを用いた。
- 大型ハンマーの扱いには力も必要であることを応用して、ボディービルダーが比較的費用の安いトレーニング法として、タイヤなどを的として大型ハンマーを振り下ろし、筋肉を鍛えるという目的に使うこともある。
- 自動車整備業では、サスペンションやステアリング・リンケージ（英語版）で用いられるボール・ジョイント（英語版）のテーパー嵌合や、CVドライブシャフトのスプライン嵌合（英語版）[2]を外す際、ボールジョイントやハブの専用プーラーやスライドハンマー（英語版）等の特殊工具が入手できない場合や[3]、特殊工具のみでは嵌合軸のネジ山を変形させる懸念がある時[4]などに、大型ハンマーやランプハンマーを2個用い、小型のハンマーをハブナックル等の嵌合の接合部[5]や、ボールジョイントやドライブシャフトの嵌合軸そのもの[6]に密着させるように宛がい、宛がった小型ハンマーを大型ハンマーで強く叩く事で嵌合の固着を解除する「当てハンマー」や「ダブルハンマー」と呼ばれる技術が用いられる事がある。小型のハンマーを宛がう事で、叩かれる部材の変形を最小限に抑えつつ衝撃力のみを伝達させる事を狙ったもので、ニュートンのゆりかごと同じ原理を用いている。自動車メーカーは真鍮製の丸棒(ブラスバー)を宛がって大型ハンマーで叩く方法を指定している事もある[7]。海外では大型ハンマーを叩かれる部材に宛がい、大型ハンマーの反対方向から小型ハンマーで部材を直接叩く事で衝撃力を往復させて固着を解除する技法も用いられる[8]。

## Sledgehammerの語源
英語では、大型ハンマーのことを、Sledgehammer（スレッジハンマー）と言う。このSledgehammerという語は、元々アングロサクソンの言葉の「Slaegan」に由来する。この「Slaegan」は「激しく攻撃をすること」を意味していた。なお、アングロサクソンの言葉の「Slaegan」は、英単語のslay（〜を圧倒する、〜を殺す、〜を虐殺する）という語、同じく英単語のslog（強打する）という語の語源ともなっている。ちなみに、英語で「slog it out」と書くと「最後まで徹底的に戦い抜く」といった意味になる。また、Sledgehammerが「大型ハンマー」を意味する名詞であることは既述の通りだが、他に「大型ハンマーで叩く」を意味する動詞となり得る以外に、「強力な、圧倒的な」という意味、場合によっては「残酷な」という意味の形容詞となることもある。

## 大型ハンマーの類似品
ここでは、大型ハンマーと似た道具について記述する。
大型木槌
大型木槌（「掛矢」(かけや)と呼ばれる）の形状は、大型ハンマーに似ている。しかし、大型木槌は基本的に、木製の杭を地面に打ち込む用途で使用される。大型木槌は、広くて平らな丸い打撃面を持ち、その直径は一般的な大型ハンマーと比べて著しく太い。また、大型木槌は打撃面が円形なのに対し、一般的な大型ハンマーの打撃面は八角形となっている。さらに、同じく一般的な大型ハンマーの場合、柄が取り付けられている場所の断面と打撃面の大きさは、全く同じか、あるいは打撃面の方がわずかに小さく作られている点で、大型木槌と異なる。
ランプハンマー (Lump hammer)
重い片手用のハンマーであり、かつ、左右どちらの打撃面でも使用できるハンマーでもある。（例えば、片方が釘抜きになっていたりはしない。）ランプハンマー (Lump hammer) というのは、「小さくて硬い塊のハンマー」といった意味である。ただし、英語ではクラブハンマー (Club hammer) とも呼ばれる。ちなみに、別名のクラブハンマー (Club hammer) は、「先端にコブの付いた太い棒のようなハンマー」すなわち「棍棒のようなハンマー」といった意味である。日本では石材業界から土建業界へと利用が広まり、「石頭(せっとう)ハンマー」と呼ばれているが、現場では「石頭」「セット」などと略される事も多い。なお、本稿では以降、ランプハンマーという呼称に統一する。
ランプハンマーは、重いハンマーだが、あくまで片手用であり、この点で、基本的に両手用のハンマーであるスレッジハンマー (Sledgehammer)、つまり大型ハンマーとは異なっている。ランプハンマーが向いているのは、小規模な破壊作業、レンガへの釘の打ち込み作業などである。また、石や金属を切断する時に使用する金属製のノミを叩くといった作業にも有用であり、ランプハンマーを使えば、軽いハンマーよりも深くまでノミを打ち込むことができる。ランプハンマーの重量は、約500g - 3000g程度。ハンマーヘッドは鍛造して焼き入れされた鋼鉄で作られているのが普通。持ち手は、通常木製だが、ヒッコリー材（北アメリカ原産のクルミ材）に合成樹脂を塗布した物が一般的。ただし中には、鍛造によって一体成形された鋼鉄でできたランプハンマー（つまり、持ち手も含めて、全体が継ぎ目の無い鋼鉄でできたランプハンマー）も存在する。一体成形されたランプハンマーは頑丈である。しかし、持ち手が木材で、ハンマーヘッドが鋼鉄でできているタイプの一般的なランプハンマーであれば、木材との境目や木材が、ある程度打撃時の衝撃を吸収するのに対し、一体成形されたランプハンマーは、打撃時の衝撃が直接ハンマーを持つ手に伝わってくる。このため、一体成形されたランプハンマーを使った場合、その使用者が身体を痛めることが、しばしば起こるという問題もあることで知られている。

## 大型ハンマーと共に用いられる道具
大型ハンマーの使用時には、同時に別な道具が使用される場合もある。そのような道具として、ハンドスティール (hand steel) が挙げられる。ハンドスティールとは、鉱業において用いられることのある、ノミに似た道具である。これは、通常、巨大ハンマー（スレッジハンマー）と共に使用される。ハンドスティールは、人力での鉱石の採掘において使用された伝統的で基本的な道具であった。19世紀と20世紀において、露天掘り、坑道での採掘を問わず、ハンドスティールは使用された。しかしながら、いずれの道具も、かつては鉱業において使用されたが、今は滅多に使用されなくなった。